# منصور قدر
منصور قدر (۱۳۰۲-نا معلوم) سرلشکر و مسئول پیشین اداره کل دوم (اطلاعات خارجی) ساواک، مسئول پیشین ساواک در سوریه و سفیر پیشین ایران در اردن و لبنان و نویسندهٔ کتاب‌هایی دربارهٔ تاریخ اردن و فلسطین بود.

## زندگینامه
منصور قدر فرزند کاظم در سال ۱۳۰۲ دیده به جهان گشود. او پس از اخذ دیپلم ریاضی وارد دانشکده افسری شد و تا درجهٔ سرهنگی به مشاغل مختلفی اشتغال داشت.

### ورود به ساواک و مأموریت‌های خارجی
سرهنگ قدر در سال ۱۳۳۷ به ساواک منتقل شد و در اداره کل دوم (اطلاعات خارجی) به کار پرداخت. در همین سال وی از طرف ساواک با پوشش کنسولی به کنسولگری ایران در دمشق اعزام شد و در شهریور ۱۳۳۹ با پوشش دبیر اولی به سفارت ایران در بیروت رفت.

### ریاست ادارهٔ خاورمیانه
در سال ۱۳۴۰ قدر در تهران بود و ریاست اداره خاورمیانه در ساززمان اطلاعات خارجی ساواک را بر عهده داشت و بدر سال ۱۳۴۱ مدیرکل اداره دوم ساواک (اطلاعات خارجی) شد.

### رایزنی
قدر در شهریور ۱۳۴۲ با عنوان رایزن درجه ۲ سفارت ایران مجددا به لبنان اعزام شد و همزمان مسئولیت ساواک در سوریه را نیز بر عهده گرفت. در سال ۱۳۴۵ سمت وی در وزارت خارجه به رایزنی درجه ۱ ارتقاء یافت و سپس کاردار سفارت ایران در لبنان شد.

### سفارت در اردن و سپتامبر سیاه
سرتیپ منصور قدر در خرداد ۱۳۴۶ سفیر ایران در اردن شد و تا اردیبهشت ۱۳۵۲ در این سمت بود. همزمان با دوران مسئولیت قدر به عنوان سفیر ایران در اردن، واقعهٔ سپتامبر سیاه در این کشور رخ داد.

### سفارت در لبنان
سرتیپ قدر در مرداد ۱۳۵۲ با عنوان سفیر ایران مجددا به لبنان رفت و در همین مأموریت به درجهٔ سرلشکری رسید. منصور قدر در دوران سفارتش در لبنان شدیدا به مخالفت با نفوذ موسی صدر در این کشور می‌پرداخت. رونن کوهن، پژوهشگر اسرائیلی نوشته است شاه در تلاش بود از طریق قدر، سید حسن شیرازی را به جای موسی صدر  رهبر شیعیان لبنان سازد. عباس ویلیام سمیعی، از اندیشکدهٔ سیاسی هوور دانشگاه استنفورد، می‌نویسد «او معمولا مخالفان خود را با بهره‌گیری از هنر ایرانی پرونده‌سازی یعنی ساخت پرونده‌ای از اطلاعات شخصی واقعی و جعلی که می‌تواند علیه دشمنان مورد استفاده قرار گیرد، نابود می‌کرد». با اوج‌گیری انقلاب ایران او در دی‌ماه ۱۳۵۷ از سمت خود برکنار شد اما به جای بازگشت به ایران مستقیما به لندن رفت.

## تحصیلات
منصور قدر دارای مدرک مهندسی شیمی، لیسانس علوم سیاسی و فوق لیسانس علوم از دانشگاه‌های امریکا بود.

## کتاب‌ها
او مؤلف دو کتاب دربارهٔ تاریخ اردن و فلسطین بود. نخستین کتاب وی «فلسطین و اسرائیل» و دومین کتابش که در امرداد ۲۵۲۵ شاهنشاهی مصادف با ژوئیهٔ 1976 میلادی از سوی ادارهٔ انتشارات و مدارک وزارت امور خارجه منتشر شده «لبنان و جهان عرب» نام دارد. قدر در کتاب دوم، تا پایان وقایع تل زعتر و آغاز ریاست جمهوری الیاس سرکیس را شرح داده است.

## اطلاع از ربایش موسی صدر
قدر در مصاحبه با تاریخ شفاهی بنیاد مطالعات ایران گفته است مرداد سال ۱۳۵۷ یعنی یک ماه پیش از ناپدیدسازی قهری موسی صدر در لیبی، حافظ اسد از او خواسته به شاهنشاه اطلاع دهد که صدر به زودی دیگر در صحنه سیاسی لبنان نخواهد بود. در اسناد ساواک به تاریخ ۲۵۳۵/۸/۱۹ شاهنشاهی [مصادف با ۱۳۵۵ شمسی] ۲۲ ماه پیش از ربوده شدن صدر نیز آمده است داوید کیمخی، معاون وقت سرویس اطلاعات خارجی اسرائیل، به رئیس ساواک، ارتشبد نصیری می‌گوید کار موسی صدر تمام است و به فکر جایگزین برای او باشید.

## سرنوشت
از حیات یا درگذشت منصور قدر اطلاعی در دست نیست. آخرین سندی که از او وجود دارد مصاحبهٔ ۴ مه ۱۹۸۶ او با تاریخ شفاهی بنیاد مطالعات ایران است.